# Кастусь Калиновский (фильм)
«Касту́сь Калино́вский» — художественный фильм Владимира Гардина. Вышел на экраны 14 августа 1928 года. Картина рассказывает об одном из героев польского восстания против насильственной русификации и за восстановление независимости Великого Княжества Литовского в 1863 году.
Фильм был снят во время политики белорусизации, которая впоследствии была свернута в 1930х годах в ходе сталинских репрессий.

## Сюжет
В западных губерниях Российской империи вспыхивает восстание. Крестьяне захватывают обозы с хлебом. Магнаты и шляхта поддерживают их, стремясь к руководству и воссоединению с Польшей. Граф Велькопольский становится предводителем дворянства, одним из отрядов которого командует его сын Станислав. Русский помещик граф Орлов нещадно эксплуатирует своих холопов. Ясь Руденок посылает сестру Марылю к Кастусю Калиновскому — вожаку восставших крестьян — с просьбой о помощи. По приказу военного генерал-губернатора графа Муравьева на «усмирение края» брошены казаки. Отряд польских конфедератов Велькопольского-младшего сражается с ними, но в то же время грабит крестьян. Пытавшегося сопротивляться Яся избивают. Появляется Калиновский с отрядом и говорит Стасю, с которым знаком по учёбе в Петербургском университете: «Не с теми воюешь». Дозорные сообщают о приближении карателей. Стась вынужден просить Калиновского о помощи. Крестьянский отряд помогает разбить казаков и захватывает укрепленный замок, где Калиновский основывает свою ставку. На базаре Марыля раздает прокламации, а Кастусь выступает с речью, агитируя крестьян. Оба ловко скрываются от полиции. Между тем Велькопольский-старший пытается перетянуть крестьян на свою сторону: он приглашает их в своё имение, заводит разговоры о земле, свободе и национальном единстве. Присутствующий здесь Калиновский говорит, что мужик не будет доверять панам: лозунг народа — хлеб и земля. Его пытаются схватить. Бросившегося в погоню Станислава берёт в плен отряд Калиновского. Сестра Стася Ядвига, знающая Кастуся с юности, хитростью помогает брату бежать. Интересы дворян и крестьян окончательно расходятся. Каратели графа Муравьева расстреливают участников восстания, а магнаты и шляхта посылают к генерал-губернатору делегацию с петицией о преданности царю. Велькопольский-старший предлагает даже разместить в его имении воинскую часть, чтобы поймать Калиновского. В это время Кастусю удается выкрасть, переодевшись офицером и узнав пароль, царскую казну.
Муравьев объявляет его вне закона. Крестьянский отряд штурмует и захватывает замок Велькопольских. В поединке Калиновский убивает Станислава. Но подходят каратели. Повстанцы разбиты. Восстание подавлено. Калиновский схвачен. Перед казнью с эшафота он обращается с прощальным словом к народу: «Слышишь, Беларусь! Верю — будет вольная Беларусь трудящихся, рабочих и селян!» «Слышим!» — звучит в ответ.

## В ролях
| Актёр                 | Роль                   |
| --------------------- | ---------------------- |
| Николай Симонов       | Кастусь Калиновский    |
| Борис Ливанов         | пан Сторжинский        |
| Татьяна Булах-Гардина | Марыля                 |
| Владимир Владомирский | казачий есаул          |
| Григорий Ге           | архиепископ Красинский |
| Алексей Феона         | епископ Скублинский    |
| Флориан Жданович      | ксёндз-исповедник      |
| Николай Комиссаров    | Ясь Руденок            |
| Софья Магарилл        | панна Ядвига           |
| Геннадий Мичурин      | Данзас                 |
| Борис Платонов        | молодой цыган          |
| Константин Хохлов     | граф Орлов             |
| Кондратий Яковлев     | Муравьёв               |
| Иван Худолеев         |                        |
| Константин Каренин    |                        |
| Валерий Плотников     | Велькопольский         |
| Павел Самойлов        | юродивый               |